# Euphorbia misera
Euphorbia misera är en törelväxtart som beskrevs av George Bentham. Euphorbia misera ingår i släktet törlar, och familjen törelväxter. Inga underarter finns listade i Catalogue of Life.

## Bildgalleri

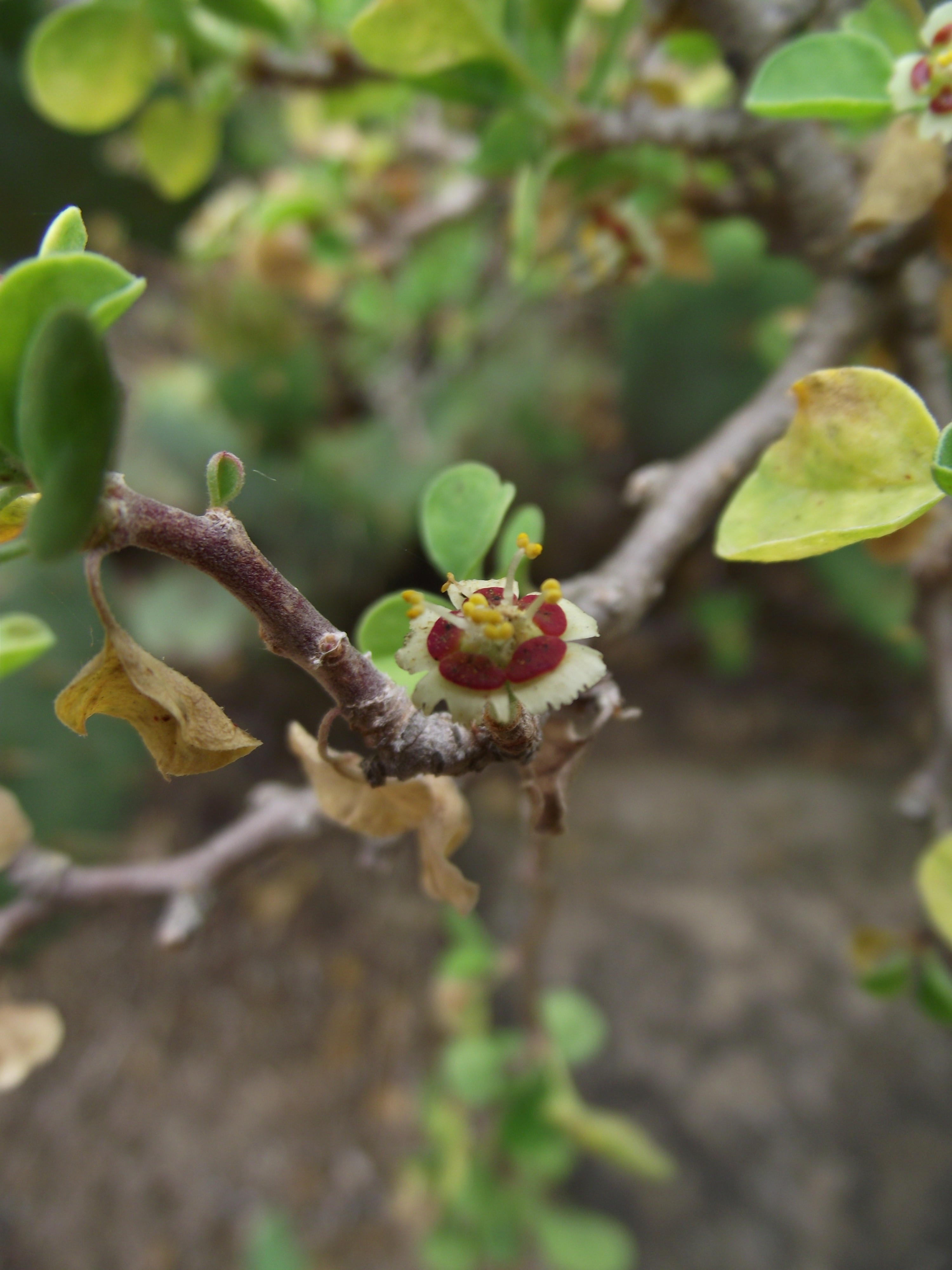